# Браун, Рассел
Рассел Браун (англ. Russell Braun) — современный канадский оперный певец, баритон, уроженец Германии. Лауреат премий «Джуно».

## Биография
Сын канадского баритона Виктора Брауна Рассел родился в ФРГ, в городе Франкфурт, и провел детство в Кёльне. С первых лет жизни он познакомился с атмосферой классической музыки, в доме его родителей проходили репетиции и музыкальные вечера.
В 1982 году Рассел переехал в Торонто (Канада), где его мать, меццо-сопрано Ирен Швиг-Браун, получила работу сначала преподавателя в Королевской консерватории, а позже в Канадской опере. От матери Рассел почерпнул азы нотного чтения, а с 1982 года начал занятия фортепиано в Королевской консерватории. Со временем его интерес к пению возобладал, и в 1987 году он начал брать уроки оперного пения и стал хористом Канадской оперы.
В 1992 году на Брауна, участвовавшего в студенческой постановке «Дона Жуана», обратил внимание генеральный директор Канадской оперы Брайан Дики, пригласивший его на роль Фигаро в «Севильском цирюльнике». Успешный дебют на главной сцене в 1992 году дал толчок профессиональной певческой карьере Брауна.
В дальнейшем Браун исполняет партии Папагено («Волшебная флейта»), Гильельмо («Так поступают все»), Альмавивы («Свадьба Фигаро»), доктора Фалька («Летучая мышь»), Меркуцио («Ромео и Джульетта»), Валентина («Фауст»), Ника Каррауэя («Великий Гэтсби» Дж. Харбисона) а позже Евгения Онегина в одноименной опере, Генриха Астона в «Лючии ди Ламмермур» и заглавные партии в «Билли Бадде» Бриттена и «Пеллеасе и Мелизанде» Дебюсси. Он выступает в таких театрах, как Метрополитен Опера, Ла Скала м Немецкая опера. Его концертный репертуар включает песни Шуберта и партии в оратории Генделя «Илия» и «Военном реквиеме» Бриттена.

## Избранная дискография
- Liebeslieder and Folk Songs. The Aldeburgh Connection, Russell Braun, Catherine Robbin, Benjamin Butterfield. 1995. CBC Records
- Le Souvenir: Canadian Songs for Parlour and Stage. Sally Diblee, Russell Braun, Carolyn Maule. 1996. Centredisques
- Purcell, Henry. Dido and Aeneas. Boston Baroque, Martin Pearlman cond. 1996. Telarc
- Shattered night, shivering stars. — Alexina Louie. National Arts Centre Orchestra, Martin Beaver, Russell Braun, Cantata Singers of Ottawa, Lawrence Ewashko, Mario Bernardi cond. 1999. CBC Records
- Serata Italiana. Russell Braun, Michael Schade, Canadian Opera Company Orchestra, Richard Bradshaw cond. 2000. CBC Records
- Meditation. — Gerald Finzi. Manitoba Chamber Orchestra, Simon Streatfeild cond. 2000. CBC Records

## Признание
В 2001 году Канадская опера назвала Рассела Брауна «исполнителем года». В 1997, 2001 и 2007 годах он участвовал в записи классических альбомов, удостоенных премии «Джуно», а в 2005 году в съемках номинированной на премию «Джемини» передачи телевидения CBC «Песни Игоря Новелло и Ноэля Коварда».